# Fucking Åmål
Fucking Åmål (Brasil: Amigas de Colégio) é um filme lésbico dano-sueco de 1998, realizado pelo cineasta sueco Lukas Moodysson, estreando Alexandra Dahlström como Elin e Rebecka Liljeberg como Agnes.
Ganhou diversos prémios cinematográficos, entre os quais quatro Guldbagge e o prémio Teddy do Festival de Cinema de Berlim de 1999.[carece de fontes?]